# Quercus mannifera
Quercus mannifera — вид рослин з родини букових (Fagaceae), поширений в Туреччині, Ірані, на Південному Кавказі.

## Опис
Це листопадний чагарник заввишки від 2 до 6 м, дуже розгалужений. Кора сіра, віддалено борозниста. Гілочки без волосся. Листки овально-довгасті, товсті, 10–19 × 4–9 см; основа усічена або злегка серцеподібна, часто асиметрично; край з 5–9 парами часточок; верх тьмяно сіро-зелений; низ жовтувато-зелений; ніжка листка безволоса, 25–35 мм. Жолуді циліндричні, завдовжки 20–30 мм; плодоніжка від 0 до 20 мм; чашечка в діаметрі 20 мм; дозрівають у перший рік.

## Середовище проживання
Поширення: східна Туреччина, Південний Кавказ (Грузія, Вірменія, Азербайджан), північний Іран; росте на висотах від 700 до 2000 метрів.